# فهرست نقش‌آفرینی‌های کریستن بل

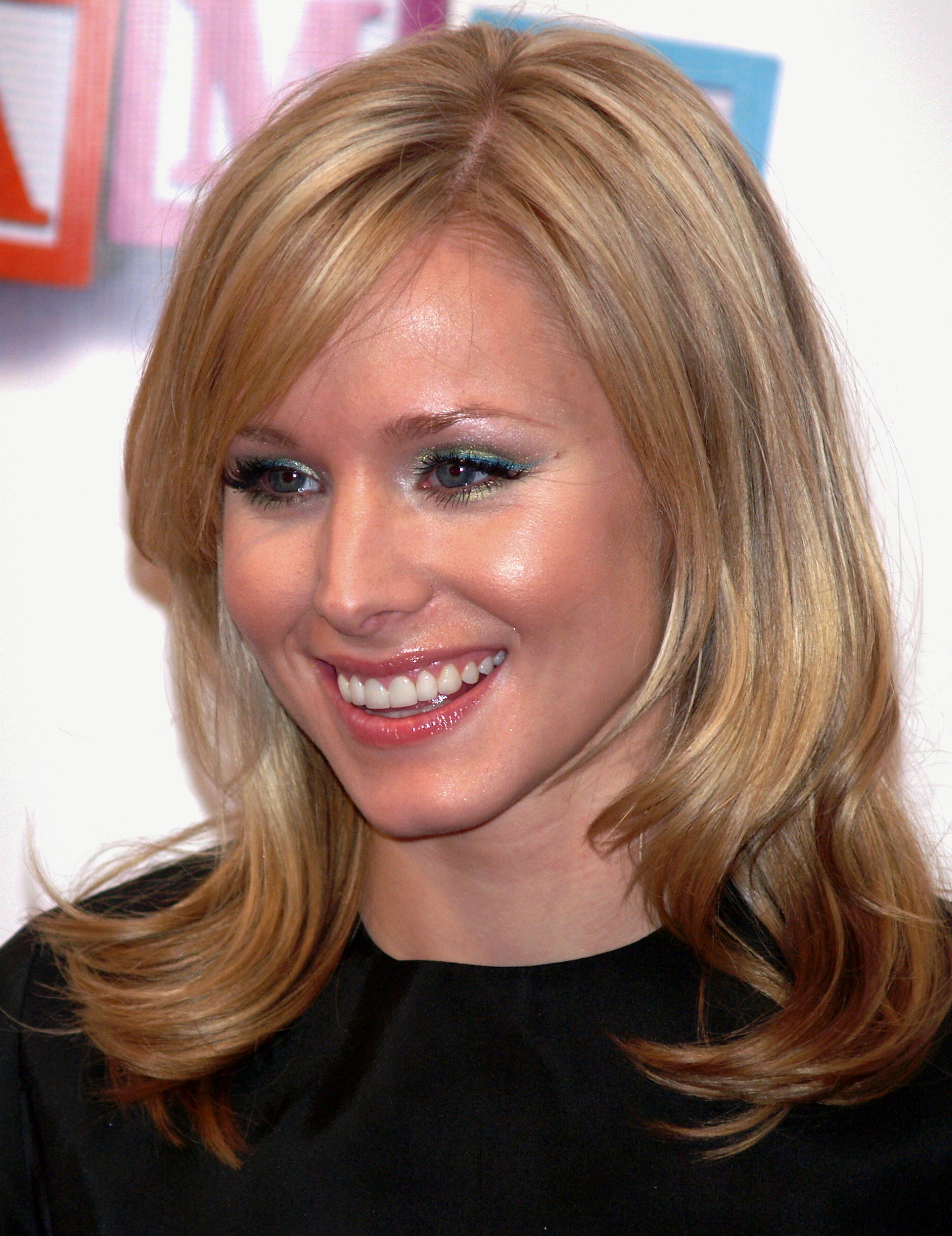
بل در جشنواره فیلم ترایبکا در سال ۲۰۰۸

در زیر لیست کامل بازی‌های کریستن بل بازیگر، خواننده و تهیه‌کننده آمریکایی آمده‌است.

## فیلم‌ها
| Films that have not yet been released | نشان دهنده فیلم‌هایی است که هنوز منتشر نشده‌اند |

| سال  | عنوان                                    | نقش                     | یادداشت‌ها                         |
| ---- | ---------------------------------------- | ----------------------- | --------------------------------- |
| ۱۹۹۸ | عروسی لهستانی                            | دختر نوجوان             | ذکر نشده در تیتر                  |
| ۲۰۰۱ | پوتی‌تنگ                                  | رکورد دختر مجری         |                                   |
| ۲۰۰۲ | People Are Dead                          | دوست آنجلا شماره ۱      |                                   |
| ۲۰۰۳ | بازگشت گربه                              | هیرومی (صدا)            | صداگذاری                          |
| ۲۰۰۴ | بازیافته                                 | دختر اول لورا نیوتن     |                                   |
| ۲۰۰۵ | جنون سیگاری                              | مری لین                 |                                   |
| ۲۰۰۵ | آب‌های عمیق                               | پرستار لوری             |                                   |
| ۲۰۰۵ | Last Days of America                     | دوست در نیویورک شماره ۱ |                                   |
| ۲۰۰۵ | The Receipt                              | دخترزیبا                | فیلم کوتاه                        |
| ۲۰۰۶ | پنجاه قرص                                | گریسی                   |                                   |
| ۲۰۰۶ | نبض                                      | ماتی                    |                                   |
| ۲۰۰۶ | رومی                                     | دختر / داعش             |                                   |
| ۲۰۰۷ | فتلند: فیلم                              | هگز (صدا)               | فیلم کوتاه                        |
| ۲۰۰۸ | فراموش کردن سارا مارشال                  | سارا مارشال             |                                   |
| ۲۰۰۹ | پسرهای طرفدار                            | زوئی                    |                                   |
| ۲۰۰۹ | مهتاب جدی                                | سارا                    |                                   |
| ۲۰۰۹ | پسر فضایی                                | کورا (صدا)              |                                   |
| ۲۰۰۹ | فرار زوج‌ها                               | سینتیا                  |                                   |
| ۲۰۱۰ | Astro Boy vs. The Junkyard Pirates       | کورا (صدا)              | فیلم کوتاه                        |
| ۲۰۱۰ | شاهکارهای گمشده پورنوگرافی               | جون کرنشاو              | فیلم کوتاه                        |
| ۲۰۱۰ | هنگامی که در رم                          | بث                      |                                   |
| ۲۰۱۰ | بیارش گریک                               | سارا مارشال             | حضور افتخاری                      |
| ۲۰۱۰ | دوباره تو                                | مارنی اولسن             |                                   |
| ۲۰۱۰ | برلسک                                    | نیکی                    |                                   |
| ۲۰۱۱ | جیغ ۴                                    | کلوئه                   |                                   |
| ۲۰۱۲ | تضمینی برای امنیت نیست                   | خیابان بلیندا بخوان     |                                   |
| ۲۰۱۲ | معجزه بزرگ                               | جیل جرارد               |                                   |
| ۲۰۱۲ | Flatland 2: Sphereland                   | هگز (صدا)               |                                   |
| ۲۰۱۲ | بزن و فرار کن                            | آنی                     | همچنین تهیه‌کننده فیلم             |
| ۲۰۱۲ | درگیر عشق                                | تریشیا                  |                                   |
| ۲۰۱۳ | فیلم ۴۳                                  | سوپرگرل                 | بخش: «دوستیابی سرعتی سوپر قهرمان» |
| ۲۰۱۳ | بعضی دخترها                              | بابی                    |                                   |
| ۲۰۱۳ | نجات غریق                                | لی                      |                                   |
| ۲۰۱۳ | یخ‌زده                                    | آنا (صدا)               |                                   |
| ۲۰۱۴ | ورونیکا مارس                             | ورونیکا مارس            | همچنین تهیه‌کننده اجرایی           |
| ۲۰۱۵ | تب یخ‌زده                                 | آنا (صدا)               | فیلم کوتاه                        |
| ۲۰۱۵ | وحدت                                     | راوی (صدا)              | فیلم مستند                        |
| ۲۰۱۶ | زوتوپیا                                  | پریسیلا (صدا)           |                                   |
| ۲۰۱۶ | رئیس                                     | کلر رالینگ              |                                   |
| ۲۰۱۶ | مادرهای بد                               | کیکی                    |                                   |
| ۲۰۱۷ | هنرمند فاجعه                             | خودش                    |                                   |
| ۲۰۱۷ | چیپس                                     | کارن بیکر               |                                   |
| ۲۰۱۷ | چگونه عاشقی لاتین‌تبار باشیم              | سیندی                   |                                   |
| ۲۰۱۷ | کریسمس مادرهای بد                        | کیکی                    |                                   |
| ۲۰۱۷ | ماجراجویی یخ زده اولاف                   | آنا (صدا)               | فیلم کوتاه                        |
| ۲۰۱۸ | Pandas                                   | راوی                    | مستند                             |
| ۲۰۱۸ | تایتان‌های نوجوان به سینما می‌آیند!        | جید ویلسون (صدا)        |                                   |
| ۲۰۱۸ | مثل پدر                                  | ریچل همیلتون            |                                   |
| ۲۰۱۸ | رالف اینترنت را خراب می‌کند               | آنا (صدا)               |                                   |
| ۲۰۱۹ | یخ‌زده ۲                                  | آنا (صدا)               |                                   |
| ۲۰۲۱ | کوئین پینز                               | کانی کامینسکی           |                                   |
| 2022 | افرادی که در مراسم عروسی از آنها متنفریم | آلیس                    |                                   |
| TBA  | Molly and the Moon                       | کیت                     |                                   |

## تلویزیون
| سال             | عنوان                                          | نقش                           | یادداشت‌ها                                                          |
| --------------- | ---------------------------------------------- | ----------------------------- | ------------------------------------------------------------------ |
| ۲۰۰۳            | سپر                                            | جسیکا هینتل                   | قسمت: «The Quick Fix»                                              |
| ۲۰۰۳            | رویاهای آمریکایی                               | امی فیلدینگ                   | قسمت: «Act of Contrition»                                          |
| ۲۰۰۳            | اوکیفز                                         | مالک ویرجینیا                 | ۲ قسمت                                                             |
| ۲۰۰۳            | The King and Queen of Moonlight Bay            | آلیسون دوج                    | فیلم تلویزیونی                                                     |
| ۲۰۰۳            | اوروود                                         | استیسی ویلسون                 | قسمت: «Extra Ordinary»                                             |
| ۲۰۰۴            | انتخاب گریسی                                   | گریسی تامپسون                 | فیلم تلویزیونی                                                     |
| ۲۰۰۴            | ددوود                                          | فلورا اندرسون                 | ۲ قسمت                                                             |
| ۲۰۰۴–۲۰۰۷, ۲۰۱۹ | ورونیکا مارس                                   | ورونیکا مارس                  | نقش اصلی: ۷۲ قسمت همچنین تهیه‌کننده اجرایی (۸ قسمت)                 |
| ۲۰۰۷–۲۰۰۸       | قهرمان‌ها                                       | ال بیشاپ                      | بازیگران اصلی (فصل ۲) مکرر (فصل ۳): ۱۲ قسمت                        |
| ۲۰۰۷–۲۰۱۲       | دختر سخن‌چین                                    | گاسیپ گرل (صدا) / خودش        | راوی: ۱۲۰ قسمت خودش (قسمت: «New York, I Love You XOXO»)            |
| ۲۰۰۹            | کلیولند شو                                     | مندی (صدا)                    | قسمت: «Da Doggone Daddy-Daughter Dinner Dance»                     |
| ۲۰۰۹–۲۰۱۰       | مهمانی پایین                                   | اودا بنگت                     | ۲ قسمت                                                             |
| ۲۰۱۱            | گلن مارتین                                     | هیلی (صدا)                    | قسمت: «Videogame Wizard»                                           |
| ۲۰۱۱            | مرغ ربات                                       | هرماینی گرنجر / سارا لی (صدا) | قسمت: «Some Like It Hitman»                                        |
| ۲۰۱۲–۲۰۱۶       | خانه دروغ                                      | جین ون در هوون                | نقش اصلی: ۵۸ قسمت                                                  |
| ۲۰۱۲            | نظارت نشده                                     | مگان (صدا)                    | ۱۳ قسمت                                                            |
| ۲۰۱۲            | Lovin' Lakin                                   | خودش                          | قسمت: «Lakin Runs Into Kristen Bell»                               |
| ۲۰۱۲–۲۰۱۴       | جوایز موسیقی سی ام تی                          | خودش / میزبان مشترک           | در کنار توبی کیت و جیسون الدین                                     |
| ۲۰۱۳–۲۰۱۴       | پارک‌ها و تفریحات                               | اینگرید دو فارست              | ۳ قسمت                                                             |
| ۲۰۱۳            | شب بازی هالیوود                                | خودش                          | قسمت: «The One with the Friends»                                   |
| ۲۰۱۳            | لیدی گاگا و ماپت‌ها نمایش دیدنی کریسمس          | خودش                          | ویژه                                                               |
| ۲۰۱۵            | سی امین جوایز مستقل روح                        | خودش / میزبان                 | ویژه                                                               |
| ۲۰۱۵            | بعد از من تکرار کن                             | خودش                          | قسمت: «۱٫۲"                                                        |
| ۲۰۱۵            | سیمپسون‌ها                                      | هارپر جامبوفسکی (صدا)         | قسمت: «Friend with Benefit»                                        |
| ۲۰۱۵            | لیو و مدی                                      | خودش                          | قسمت: «Ask Her More-a-Rooney»                                      |
| ۲۰۱۵            | It's Your 50th Christmas, Charlie Brown        | خودش / میزبان                 | ویژه                                                               |
| ۲۰۱۶            | آی‌زامبی                                        | خودش (صدا)                    | قسمت: «Fifty Shades of Grey Matter»                                |
| ۲۰۱۶            | LEGO Frozen Northern Lights                    | آنا (صدا)                     | ویژه                                                               |
| ۲۰۱۶–۲۰۲۰       | جای خوب                                        | النور شلستروپ                 | نقش اصلی: ۵۳ قسمت کارگردان قسمت: «The Funeral to End All Funerals» |
| ۲۰۱۷            | هیچ‌کس‌ها                                        | خودش                          | قسمت: «Too Much of a Good Thing»                                   |
| ۲۰۱۷            | جیمی کیمل لایو!                                | خودش / میزبان مهمان           | ۴ مه ۲۰۱۷; ایستادن برای جیمی کیمل در مرخصی پدری                    |
| ۲۰۱۷            | بوجک هورسمن                                    | روتی (صدا)                    | قسمت: «Ruthie»                                                     |
| ۲۰۱۷            | فمیلی گای                                      | مارتا (صدا)                   | قسمت: «Petey IV»                                                   |
| ۲۰۱۷            | از نو!                                         | خودش / میزبان                 | ویژه همچنین تهیه‌کننده اجرایی                                       |
| ۲۰۱۷–۲۰۱۸       | دهان بزرگ                                      | صداهای مختلف                  | ۴ قسمت                                                             |
| ۲۰۱۸            | بیست و چهارمین دوره جوایز انجمن بازیگران سینما | خودش / میزبان                 | ویژه                                                               |
| ۲۰۱۸            | شوی الن دی‌جنرس                                 | خودش / میزبان مهمان           | ۳۱ مه ۲۰۱۸; ایستادن برای الن دی‌جنرس                                |
| ۲۰۱۸            | نمایش جوئل مک هیل با جوئل مک هیل               | خودش                          | قسمت: «Pizza Ghost»                                                |
| ۲۰۱۹            | هفته پیش امشب با جان اولیور                    | خودش                          | قسمت: «Compounding Pharmacies»                                     |
| ۲۰۱۹–۲۰۲۰       | از نو!                                         | خودش / میزبان                 | ۱۲ قسمت همچنین تهیه‌کننده اجرایی                                    |
| ۲۰۲۰            | #KidsTogether: The Nickelodeon Town Hall       | خودش / میزبان                 | مجری برنامه ویژه کووید ۱۹ همچنین تهیه‌کننده اجرایی                  |
| ۲۰۲۰            | پارک مرکزی                                     | مولی تیلرمن (صدا)             | نقش اصلی: ۱۰ قسمت                                                  |
| ۲۰۲۰            | Into the Unknown: Making Frozen 2              | خودش                          | ۶ قسمت                                                             |
| ۲۰۲۱            | گاسیپ گرل                                      | گاسیپ گرل (صدا)               | راوی: ۱۰ قسمت                                                      |
| ۲۰۲۱            | سیمپسون‌ها                                      | مارج سیمپسون (صدای آواز)      | قسمت: «The Star of the Backstage»                                  |
| ۲۰۲۲            | زنی در خانه آن سوی خیابان با دختری پشت پنجره   | آنا                           | سری محدود؛ نقش اصلی                                                |

## بازی‌های ویدیویی
| سال  | عنوان                   | نقش                         | یادداشت‌ها    | منبع   |
| ---- | ----------------------- | --------------------------- | ------------ | ------ |
| ۲۰۰۷ | اساسینز کرید            | فهرست شخصیت‌های اساسینز کرید | همچنین تشبیه | [ ۶ ]  |
| ۲۰۰۹ | استرو بوی: بازی ویدیویی | کورا                        |              | [ ۷ ]  |
| ۲۰۰۹ | اساسینز کرید ۲          | لوسی استیلمن                | همچنین تشبیه | [ ۸ ]  |
| ۲۰۱۰ | اساسینز کرید: برادری    | لوسی استیلمن                | همچنین تشبیه | [ ۹ ]  |
| ۲۰۱۳ | دیزنی اینفنتی           | آنا                         |              | [ ۱۰ ] |
| ۲۰۱۴ | دیزنی اینفنتی ۲٫۰       | آنا                         |              | [ ۱۱ ] |
| ۲۰۱۵ | دیزنی بینهایت ۳٫۰       | آنا                         |              | [ ۱۲ ] |
| ۲۰۱۹ | کینگدم هارتس ۳          | آنا                         |              | [ ۱۳ ] |

## سری وب
| سال       | عنوان                                     | نقش  | یادداشت‌ها      | منبع          |
| --------- | ----------------------------------------- | ---- | -------------- | ------------- |
| ۲۰۱۲      | عشق سوزان                                 | مندی | ۴ قسمت         | [ ۱۴ ]        |
| ۲۰۱۴      | دوباره بازی کن، دیک                       | خودش | ۷ قسمت         | [ ۱۵ ]        |
| ۲۰۱۷      | رایان هانسن جرایم را در تلویزیون حل می‌کند | خودش | قسمت: «یخ زده» | [ ۱۶ ]        |
| ۲۰۱۸–۲۰۲۰ | Momsplaining with Kristen Bell            | خودش | ۲۵ قسمت        | [ ۱۷ ] [ ۱۸ ] |

## نماهنگ
| سال  | عنوان                     | هنرمند   | منبع   |
| ---- | ------------------------- | -------- | ------ |
| ۲۰۱۰ | «Madder Red»              | یه سایار | [ ۱۹ ] |
| ۲۰۱۷ | «بابا نوئل برای ما می‌آید» | سیا      | [ ۲۰ ] |
| ۲۰۱۹ | «Lost In The Woods»       | ویزر     | [ ۲۱ ] |

## تئاتر
| سال  | عنوان             | نقش           | یادداشت‌ها                                       | منبع          |
| ---- | ----------------- | ------------- | ----------------------------------------------- | ------------- |
| ۲۰۰۱ | ماجراهای تام سایر | بکی تاچر      | تئاتر برادوی تئاتر مینزکوف، نیویورک             | [ ۲۲ ] [ ۲۳ ] |
| ۲۰۰۱ | جنون سیگاری       | مری لین       | آف برادوی تئاتر هنرهای گوناگون، نیویورک         | [ ۲۴ ]        |
| ۲۰۰۲ | بوته آزمایش       | سوزانا والکات | برادوی تماشاخانه آگوست ویلسن، نیویورک           | [ ۲۵ ]        |
| ۲۰۰۲ | موسیقی شب کوچولو  | فردریک آرمفلد | مرکز هنرهای نمایشی جان اف کندی، ایالت واشینگتن. | [ ۲۶ ]        |
| ۲۰۰۳ | Sneaux            | اسنو-دوارو    | تئاتر ماتریکس، لس آنجلس                         | [ ۲۷ ]        |
| ۲۰۰۴ | موسیقی شب کوچولو  | فردریک آرمفلد | اپرای لس آنجلس، لس آنجلس                        | [ ۲۸ ]        |
| ۲۰۱۴ | مو                | شیلا          | هالیوود بول، لس آنجلس                           | [ ۲۹ ]        |

## ترانه‌شناسی
| عنوان ترانه                                                       | بالاترین رتبه   | بالاترین رتبه         | بالاترین رتبه    | بالاترین رتبه         | بالاترین رتبه | بالاترین رتبه           | گواهی‌نامه | آلبوم   |
| عنوان ترانه                                                       | بیلبورد هات ۱۰۰ | ۱۰۰ تک‌آهنگ داغ کانادا | جدول‌های ای‌آرآی‌ای | جدول تک‌آهنگ‌های ایرلند | جدول گائون    | جدول تک‌آهنگ‌های بریتانیا | گواهی‌نامه | آلبوم   |
| ----------------------------------------------------------------- | --------------- | --------------------- | ---------------- | --------------------- | ------------- | ----------------------- | --- | ------- |
| «آیا می‌خواهی یک آدم‌برفی بسازی؟» (با آگاتا لی مون و کیتی لوپز)     | ۵۱              | ۶۱                    | ۴۵               | ۳۵                    | ۵             | ۲۶                      | - انجمن صنعت ضبط موسیقی ایالات متحده آمریکا: پلاتین - انجمن صنعت ضبط استرالیا: طلا - صنعت ضبط صدای بریتانیا: طلا | یخ‌زده   |
| «برای اولین بار از ازل» (با ایدینا منزل)                          | ۵۷              | ۷۰                    | 62               | ۵۴                    | ۴             | ۳۸                      | - RIAA: طلا - ARIA: طلا - صنعت ضبط صدای بریتانیا: نقره                                                           | یخ‌زده   |
| «عشق یک درب باز است» (با سانتینو فونتانا)                         | ۴۹              | —                     | 91               | —                     | ۲۱            | ۵۶                      | - RIAA: طلا - صنعت ضبط صدای بریتانیا: نقره                                                                       | یخ‌زده   |
| «به من پیامک کن کریسمس مبارک» (با حضور استریت نو چیسر)            | —               | —                     | —                | —                     | —             | —                       | |         |
| «Tell Me How Long»                                                | —               | —                     | —                | —                     | —             | —                       | |         |
| «Some Things Never Change» (با آیدینا منزل، جاش گد، جاناتان گروف) | —               | —                     | —                | —                     | —             | —                       | | یخ‌زده ۲ |
| «چیز درست بعدی»                                                   | —               | —                     | —                | —                     | —             | —                       | | یخ‌زده ۲ |